# 양정역 (부산)
양정역(Yangjeong station, 楊亭驛)은 부산광역시 부산진구 양정동에 있는 부산 도시철도 1호선의 전철역이다. 양정교차로 아래에 있다.

## 역사
- 1985년 7월 19일 : 부산 도시철도 1호선 개통과 함께 영업 개시
- 2008년 1월 1일 : 동의과학대학·부산여자대학(東義科學大學·釜山女子大學) 부역명 표기 (이후 삭제)

## 역 구조
2면 2선의 상대식 승강장이 있는 지하역이며 스크린도어가 설치되어 있다.
- 반대편횡단: 가능

### 승강장
| 부전 ↑ |
| \| 상  |
| ↓ 시청 |

| 상행 | ● 부산 도시철도 1호선 | 부전·서면·초량·다대포해수욕장 방면 |
| 하행 | ● 부산 도시철도 1호선 | 연산·교대·동래·노포 방면           |

## 역 주변
인근에 동의과학대학교, 부산여자대학교, 부산광역시교육연구정보원이 있다. 하마정(下馬停)사거리가 이 역 인근에 위치해 있다.
- 양정시장
- 양정1동 우체국
- 양정동 우체국
- 동의과학대학교
- 부산여자대학교
- 동서대학교 사회교육원
- 부산광역시교육연구정보원
- 동의대학교 한의과
- 부산광역시 교육청
- 백조예식장
- 양정2동
- 양정2동 우체국
- 양정청소년수련관

## 승차량 변동
| 역 노선 | 승차 인원 | 승차 인원 | 승차 인원 | 승차 인원 | 승차 인원 | 승차 인원 | 승차 인원 | 승차 인원 | 승차 인원 | 승차 인원 | 승차 인원 | 승차 인원 | 승차 인원 | 승차 인원 | 주 석 |
| 역 노선 | 2002년    | 2003년    | 2004년    | 2005년    | 2006년    | 2007년    | 2008년    | 2009년    | 2010년    | 2011년    | 2012년    | 2013년    | 2014년    | 2015년    | 주 석 |
| ------- | --------- | --------- | --------- | --------- | --------- | --------- | --------- | --------- | --------- | --------- | --------- | --------- | --------- | --------- | ----- |
| 1호선   | 22580     | 18771     | 16754     | 15242     | 13577     | 13238     | 13918     | 14056     | 14311     | 14989     | 14904     | 15238     | 15275     | 15032     | [ 1 ] |

## 사진

벽화
다대포해수욕장역 방면 벽화

## 인접한 역
| 부산 도시철도 1호선                 | 부산 도시철도 1호선   | 부산 도시철도 1호선 |
| ----------------------------------- | --------------------- | ------------------- |
| 120 부전 (지하) 다대포해수욕장 방면 | ● 부산 도시철도 1호선 | 122 시청 노포 방면  |